# Tiempo de morir (film, 1985)
Pour les articles homonymes, voir Tiempo de morir.
Pour plus de détails, voir Fiche technique et Distribution.
Tiempo de morir est un western cubano-colombien réalisé par Jorge Alí Triana (es) et sorti en 1985.
Le scénario, écrit par l'auteur colombien Gabriel García Márquez, lauréat du prix Nobel de littérature, avait été adapté deux fois auparavant, d'abord en 1965 par le réalisateur mexicain Arturo Ripstein avec Un temps pour mourir et en 1982 également par Jorge Alí Triana sous la forme d'une série télévisée produite par RTI Producciones.
Reprenant le style des westerns, le film aborde les thèmes latino-américains du machisme, de l'honneur familial et de la vengeance. Il a été proposé en tant que film colombien pour le meilleur film en langue étrangère lors de la 59e cérémonie des Oscars, mais n'a pas été sélectionné comme candidat.
Tiempo de morir a été très bien accueilli et est considéré comme l'un des meilleurs films colombiens des années 1980 avec Les condors n'enterrent pas tous les jours et Milagro en Roma (es).

## Synopsis
Juan Sayago, un homme d'âge mûr, est libéré de prison après avoir purgé une peine de 18 ans pour la mort de Raúl Moscote lors d'un duel. Sayago retourne immédiatement dans sa ville natale, une petite ville poussiéreuse aux rues non pavées. Il veut oublier le passé et reconstruire sa vie, mais un destin funeste l'attend. Juan visite pour la première fois la forge d'un vieil ami, mais celui-ci est mort il y a de nombreuses années et Diego, le nouveau forgeron et fils de son ami décédé, prévient Sayago que les deux fils de Raul Moscote ont juré de venger la mort de leur père. Juan, lui, ne s'inquiète pas de ce danger. Il a payé pour son crime et espère seulement une vieillesse paisible.

## Fiche technique
- Titre original espagnol : Tiempo de morir[4],[5] (litt. « L'heure de la mort »)
- Réalisateur : Jorge Alí Triana (es)
- Scénario : Gabriel García Márquez
- Photographie : Mario García Joya
- Montage : Nelson Rodríguez Zurbarán (es)
- Musique : Leo Brouwer
- Production : Gloria Zea
- Société de production : Focine, Institut cubain des arts et de l'industrie cinématographiques
- Pays de production :  Cuba -  Colombie
- Langue originale : espagnol
- Format : couleurs - Son mono - 35 mm
- Durée : 98 minutes
- Genre : western, drame
- Dates de sortie :
  - Cuba : 1985 (Festival du film de La Havane) ; 26 juin 1986 (sortie nationale)
  - Colombie : 15 avril 1986

## Distribution
- Gustavo Angarita (es) - Juan Sayago
- María Eugenia Dávila (es) - Mariana
- Sebastián Ospina (es) - Julián Moscote
- Jorge Emilio Salazar (es) - Pedro Moscote
- Reynaldo Miravalles - Casildo
- Enrique Almirante - le maire
- Lina Botero-Sonia
- Nelly Moreno (es) - la prostituée
- Carlos Barbosa Romero (es) - le médecin
- Héctor Rivas (es) - Don Tulio
- Edgardo Román (es) - Diego
- Lucy Martínez (es) - Rose
- Mónica Silva (es) - La mère de Sonia
- Luis Chiappe - barbier
- Alicia de Rojas (es) - la servante de Mariana
- Giovanni Vargas - fils de Mariana
- Berta Catano - Dolorès
- César Ambalema - le policier